# Karl Jakob Durheim
Karl Jakob Durheim (* 6. April 1780 in Bern; † 13. März 1866 ebenda) war ein Schweizer Geograph und Lexikograph.
Durheim war Handelsmann sowie Offizier in einem napoleonischen Schweizerregiment. Ab 1817 stieg er zum bernischen Oberzoll- und Ohmgeldverwalter auf. Von 1831 bis 1837 war er Grossrat. 1844 zog er sich zurück und befasste sich mit lexikografischen und historischen Arbeiten, unter anderem mit der Topografie und Geschichte der Stadt und des Kantons Bern. Er verfasste auch ein Pflanzen-Idiotikon auf Deutsch, Mundart und Latein. Für die schweizerische Währungsreform 1850 gab er eine Kompilation von Münz-Umrechnungstabellen heraus, die in mehreren Auflagen erschien.